# Undervisningsdifferentiering
Undervisningsdifferentiering er et princip for tilrettelæggelse og gennemførelse af undervisning, hvorved undervisningen i alle fag skal tilrettelægges så den tager udgangspunkt i den enkelte elevs behov og forudsætninger, samtidig med at man bevarer fællesskabets muligheder.
Der er dermed tale om et princip, som kan realiseres på mange måder, og ikke om en bestemt undervisningsmetode. Dette princip blev med Folkeskoleloven af 1993 gjort til et krav i folkeskolen.
Undervisningsdifferentiering står i modsætning til elevdifferentiering, der er kendetegnet ved opdeling af eleverne efter beskaffenhed med henblik på etablering af mere homogene elevgrupper.
Der bliver lige nu forsket i undervisningsdifferentiering i digitale læringsmiljøer. Denne forskning indeholder blandt andet et udviklingsprojekt, som strækker sig fra januar 2014 til juni 2015. Her skal seks demonstrationsskoler, blandt andet Højby Skole i Odense, benytte sig af henholdsvis en teknologisk, didaktisk og organisatorisk tilgang til udførelsen og planlægningen af undervisningen. Skolerne skal igennem fire faser, som skal være med til at løfte hver enkelt elevs niveau og tilfredsstille behovet for hver enkelt elev - uanset niveau.